# Jogo eletrônico episódico
Um jogo eletrônico episódico é um jogo eletrônico de duração menor que é lançado comercialmente como uma parcela de uma série contínua e maior. Os jogos episódicos diferem dos jogos eletrônicos convencionais porque geralmente contêm menos conteúdo, mas são desenvolvidos com mais frequência.
Essa série pode ou não ter continuidade, mas sempre compartilhará cenários, personagens e/ou temas. A produção episódica dessa maneira se tornou cada vez mais popular entre os desenvolvedores de jogos eletrônicos desde o advento dos sistemas de distribuição digital de baixo custo, que podem reduzir imensamente sua sobrecarga de distribuição e tornar os episódios financeiramente viáveis. Como alternativa, pode ser usado para descrever a narrativa do jogo. Exemplos de jogos eletrônicos episódicos incluem a maioria dos jogos Telltale, Alan Wake, BioShock Infinite: Burial at Sea, Grand Theft Auto: Episodes from Liberty City, Life Is Strange, Resident Evil: Revelations, Revelations 2, Half-Life 2: Episode One (e Two) e Star Trek Online.

## Conceito
Para os consumidores, os jogos episódicos são muito semelhantes em natureza aos pacotes de expansão. No entanto, uma expansão é um complemento de um produto original não episódico; algo de uma ordem inferior. Em uma série episódica, não existe um '"primeiro" jogo' dominante: cada parcela, embora talvez com a mesma duração e preço de uma expansão, é um evento principal que impulsiona a experiência central. Este aspecto particular deste tipo de jogo sustenta o foco do desenvolvedor na história do jogo.
Em termos de estrutura narrativa, os jogos episódicos tendem a terminar em suspense porque servem como uma ferramenta para implantar uma transição perfeita. Essas cenas também são dramáticas, despertando o interesse dos jogadores que aguardam ansiosamente pelo próximo episódio.

## Vantagens
Os jogos episódicos têm várias vantagens. Um preço de compra mais barato por episódio leva a um risco imediato menor para os consumidores e aumenta a aceitação. Outros benefícios incluem:
- A falta de 'rede de segurança' para períodos de desligamento proporcionada por jogos mais longos e menos focados, juntamente com a necessidade de manter os consumidores a bordo para lançamentos múltiplos, produz maior motivação para a produção de títulos de qualidade e inovadores.
- A exposição e a experiência dos primeiros episódios podem beneficiar a qualidade da produção de lançamentos futuros.
- Investimento de menor risco para os desenvolvedores, já que os jogos custam menos para desenvolver e vender e são mais rápidos no mercado.
- Maior qualidade de vida para os desenvolvedores, com projetos mais gerenciáveis e focados.
- Jogos mais rápidos para o mercado, já que muitos títulos de alta produção costumam levar de 2 a 5 anos para serem concluídos - com jogos episódicos, o tempo de espera costuma ser reduzido para anual ou semestral.
- Desenvolver em partes menores significa que os desenvolvedores podem se adaptar melhor ao feedback da comunidade entre os lançamentos.
- O desenvolvedor tem várias chances de chegar ao mercado com um nível de risco menor a cada vez, em oposição a uma única chance de fazer um produto solitário que tem muito mais investimento em andamento.
- Novos avanços podem ser adicionados ao próximo lançamento.

## Desvantagens
Essencialmente, o modelo de negócio dos jogos episódicos ainda é considerado de alto risco para os desenvolvedores devido ao fato de que esse tipo de jogo ainda é novo em comparação aos jogos tradicionais e seu desenvolvimento, portanto, envolve uma série de riscos. Os especialistas citam que isso pode ser demonstrado no número limitado de sucessos de empreendimentos de jogos episódicos. Desvantagens específicas incluem o seguinte:
- Depois de comprar todos os episódios, o custo total para os consumidores pode ser maior do que o de um jogo normal.
- Alguns desenvolvedores escolhem o modelo episódico porque não têm recursos para completar um jogo completo e esperam que as vendas dos episódios financiem o desenvolvimento. Se os episódios anteriores não conseguirem vender, o financiamento para episódios futuros pode sofrer ou desaparecer, forçando os desenvolvedores a renegar as promessas de episódios futuros e encurtar o enredo. Notáveis séries episódicas que foram abortadas precocemente incluem SiN Episodes, Bone e Insecticide.
- Certos designs de jogo achariam contraproducente usar este método em oposição a produzir uma sequência completa ou série de títulos, simplesmente porque a natureza do jogo é difícil ou impossível de dividir em episódios. Os exemplos incluem títulos de sandbox, como as séries GTA e The Sims.
- A maior parte do conteúdo episódico é distribuída principalmente ou exclusivamente pela Internet, para compensar os custos extras potenciais de distribuição de mais cópias físicas para o varejo (por exemplo, 5 cópias impressas para 5 capítulos em 4 anos, em oposição ao envio de um único item uma vez). Esta é uma desvantagem para os consumidores com acesso limitado ou lento à Internet, que podem ter que esperar por uma coleção de episódios publicada fisicamente ou nunca obter nada. É particularmente oneroso se os capítulos do jogo estiverem todos disponíveis apenas por meio de sistemas online (por exemplo, Sonic the Hedgehog 4 para WiiWare/PSN/Xbox Live Arcade).
- Algum conteúdo sempre precisará ser criado antecipadamente, por exemplo, tecnologia de renderização. Isso torna o software de engine personalizado inadequado em sua forma moderna e complexa.
- Um jogador que tenta progredir em uma série de episódios pode achar que os avanços tecnológicos ao longo do tempo o distraem; em casos extremos, podem até ser desencorajados pelas técnicas primitivas usadas em episódios produzidos anos antes.